# Herma

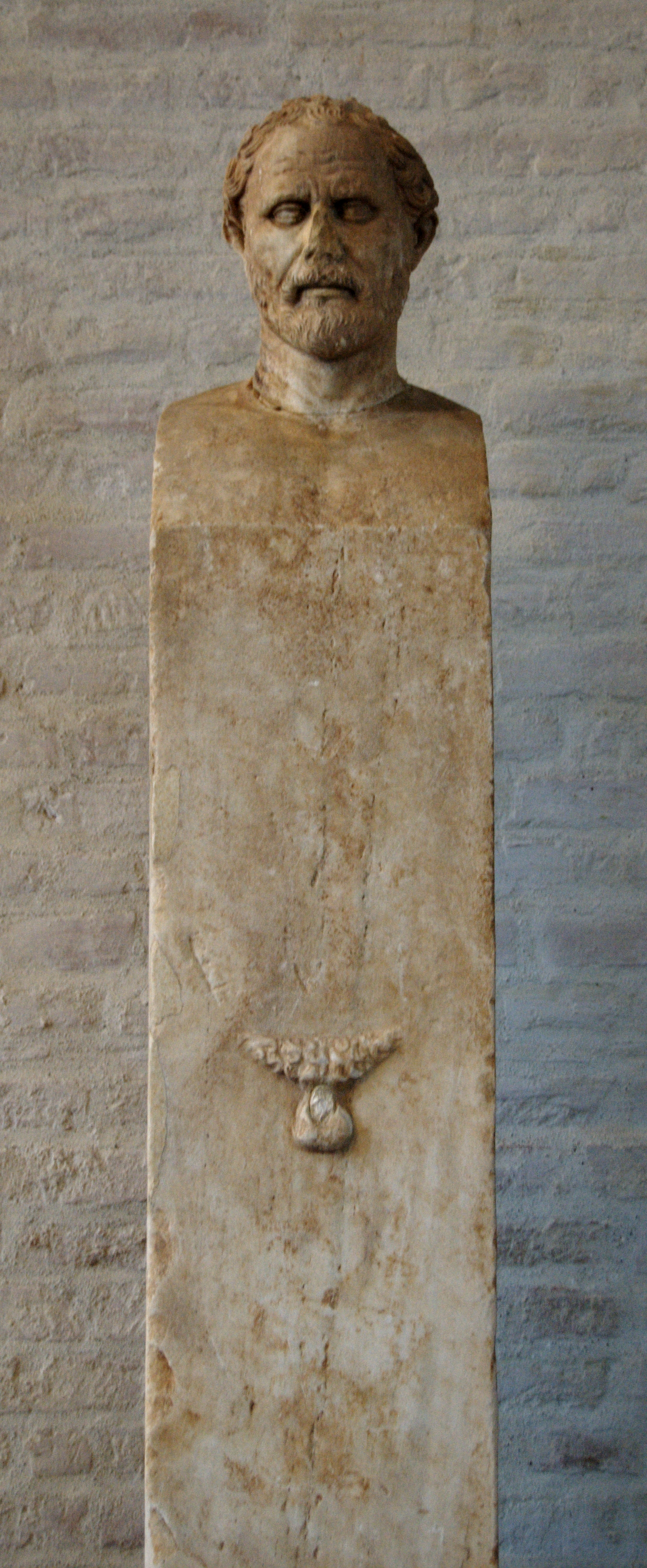
Herma de Demóstenes, por Polieucto (280 a.C.).

Na Grécia Antiga, uma herma (em grego:  ἕρμα, plural ἕρματα, hermata) era um pilar quadrado ou retangular de pedra, terracota ou bronze (o estípite) sobre o qual se colocava uma cabeça do deus Hermes, representado normalmente com barba (símbolo da força física). O pilar era mais largo por cima que na parte inferior, como símbolo de virilidade e disposição à luta.
O nome do deus Hermes provém das hermas, e delas procede também o seu papel como protetor de mercadores e viajantes, pois anteriormente fora um deus fálico associado à fertilidade e à sorte.
As hermas colocavam-se  nas ruas, portas e encruzilhadas dos caminhos como símbolo protetor, e também como delimitadores de propriedades. Em Atenas erguiam-se fora das casas para atrair a boa sorte. Cada bairro tinha a sua herma e conservam-se vasos com pinturas que mostram sacrifícios particulares realizando-se diante delas.

## História
Originalmente, as hermas eram simples montes de pedras que se empregavam para marcar um caminho ou uma fronteira. Quem passava por ali deitava a sua própria pedra ao monte, anunciando também desta forma a sua presença. No alto colocavam-se figuras fálicas talhadas em madeira. Nas primitivas hermas "cilenas", a base de pedra e madeira era um simples falo. Ao redor do ano 520 a.C., Hiparco, filho de Pisístrato, substituiu os montes de pedra que marcavam os pontos intermediários entre os povoados (deme) da Ática e a ágora de Atenas por hermas de pedra com a forma definitiva.
Heródoto diz que os primeiros a erguê-las foram os pelasgos, um povo lendário originário da península Itálica, onde deixariam rastros de construções ciclópicas. Os pelasgos ter-se-iam assentado na Grécia, fundando Atenas e introduzindo o uso das hermas de madeira. Em maio de 415 a.C., na noite anterior à partida da frota ateniense para Siracusa durante a Guerra do Peloponeso, todas as hermas atenienses foram vandalizadas, o que se considerou um mau augúrio. Ainda que nunca demonstrado, os atenienses creram que fora obra de sabotadores, ou de Siracusa, ou de pacifistas da própria Atenas. De fato, Alcibíades, pupilo de Sócrates, foi acusado de ser o cérebro do crime. Ele negou a acusação e ofereceu-se para ser julgado, mas os atenienses não queriam atrapalhar mais ainda os planos da expedição à Sicília, e esta partiu na data prevista. Porém, os seus inimigos políticos o julgaram e condenaram à morte in absentia, tanto pela mutilação das hermas, como pelo crime supostamente relacionado de profanar os Mistérios de Elêusis.
Em Roma, a função das hermas era mais arquitetônica que religiosa. Utilizavam-se para sustentar as cortinas no interior das casas, e, no Circo Máximo, serviam para apoio das barreiras.

## Formas

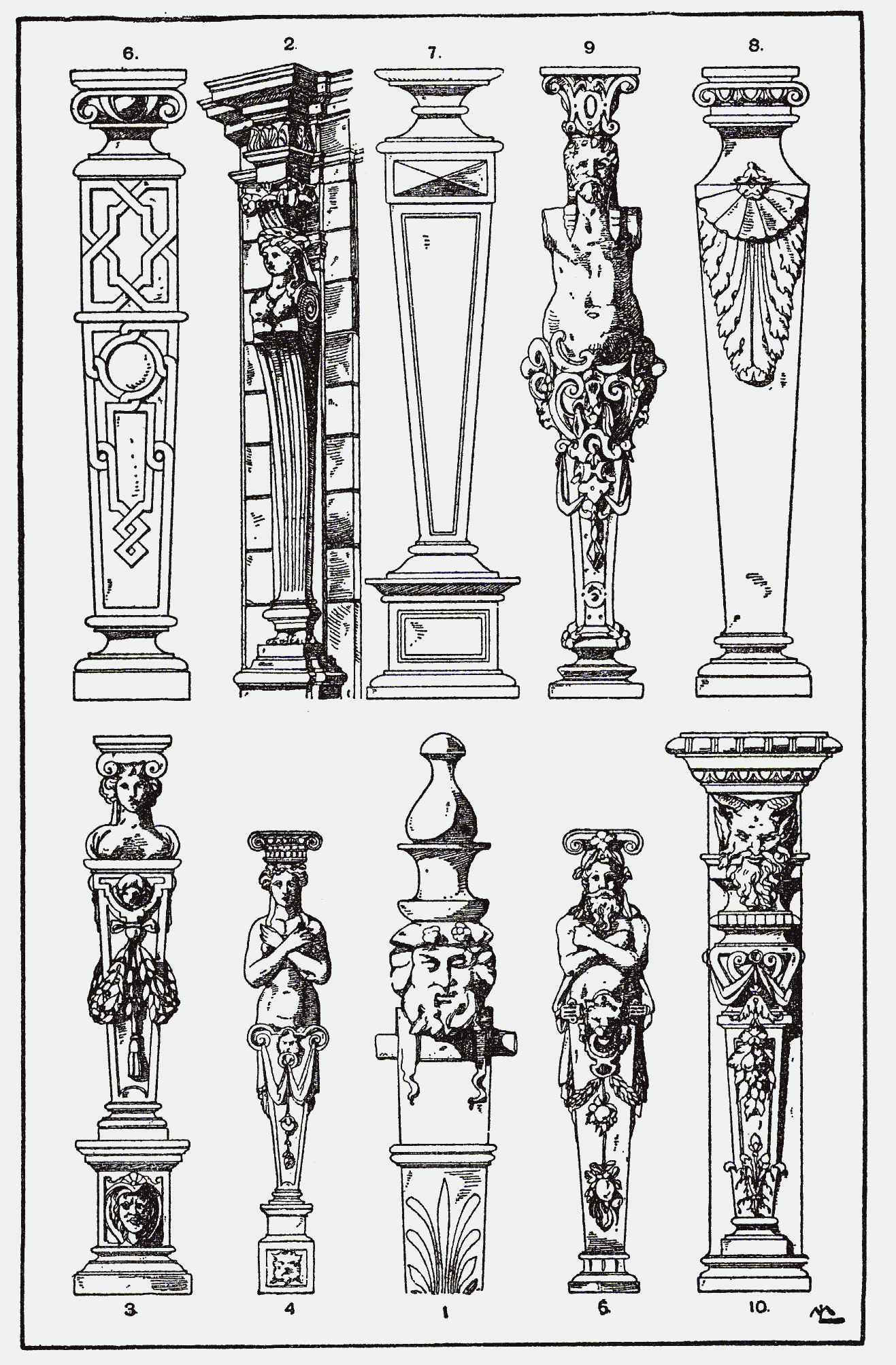
Variedades de Hermai

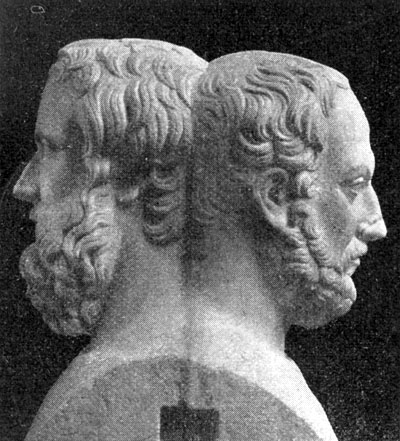
Herma dupla, representando Heródoto e Tuclides

As hermas mais antigas consistiam numa base de uma coluna sobre a qual se colocava uma cabeça. Originalmente estavam providas de um falo e de uma espécie de começo de braços, utilizados para prender coroas de flores, e serviam como imagens de culto do barbudo Hermes, deus dos caminhos, das encruzilhadas e lugares semelhantes. Desde muito antes estas colunas tinham relação com a fertilidade.
Já em tempos arcaicos havia bustos sobre uma base quadrada, que seria o equivalente a uma coluna curta, sem relação direta com culto a Hermes. Eram amiúde relativamente pequenas e costumavam servir como objetos de culto doméstico. Já no século V a.C. apareciam nesta forma outros deuses além de Hermes, permanecendo no entanto o nome de "herma". Alem do uso privado, as hermas eram também objetos de exposição e representação. Um bom exemplo é a conhecida herma de Temístocles de Ostia.
Posteriormente, estas esculturas aproximam-se mais e mais à forma dos bustos que seriam empregados com frequência nos retratos artísticos romanos. Nestes, e diferentemente do que acontecia com a maioria das hermas, voltam a esboçar uns ombros com o começo de braços. Além de políticos, conservam-se hermas de filósofos e poetas, como por exemplo, de Teofrasto, mestre de Menandro.
Um tipo especial de herma era a chamada herma dupla, na qual aparecem, sobre a base, duas cabeças opostas unidas pela nuca. Representava-se frequentemente o deus romano Jano deste modo, mas  também se retratavam poetas famosos nas hermas duplas. No Museo Nazionale Romano conserva-se uma herma dupla com os retratos de Menandro e um poeta ancião, talvez Apolônio de Tiana, ou um dos muitos retratos reconstruídos de Homero, ainda que a sua identidade não esteja clara.
As colunas de pedra rematadas com cabeça de mulher chamam-se hermas cariátides pela sua semelhança com as cariátides, que são colunas com forma de mulher, incluindo o corpo. Utilizara-se na arquitetura maneirista do século XIX, tanto na decoração de edifícios representativos, como em palácios públicos. Estas hermas seguiam fielmente o modelo das cariátides do Erecteion da Acrópole de Atenas, sendo comparativamente raras as do modelo mais antigo de kore (donzela vestida de pé). A sua contrapartida masculina, o atlante, também aparece nesta forma, mas em contraste com as cariátides, costuma aparecer completamente despido.